# Граф Клануильям
Граф Клануильям (англ. Earl of Clanwilliam) — наследственный титул в системе Пэрства Ирландии. Он был создан в 1776 года для Джона Мида, 1-го виконта Клануильяма (1744—1800). Семья Мид происходит от Джона Мида (1642—1707), который представлял Дублинский университет и графство Типперэри в Ирландской палате общин а также служил прокурором герцога Джеймса Йоркского. В 1703 году для него был создан титул баронета из Баллинтобера в графстве Корк (Баронетство Ирландии). Его старший сын, Пирс Мид, 2-й баронет (1693—1711), умер неженатым в раннем возрасте, титул унаследовал его младший брат, Ричард Мид, 3-й баронет (1697—1744). Он представлял Кинсейл в Ирландской палате общин.
Его сменил его сын, Джон Мид, 4-й баронет (1744—1800). Он представлял Банахер в Ирландской палате общин. Он женился на Теодозии, дочери и богатой наследнице Роберта Хокинса-Мэджилла. Благодаря этому браку Гилл-холл в Гиллфорде (графство Даун) перешел во владение семьи Мид. В 1766 году Джон Мид стал пэром Ирландии, получив титулы барона Гиллфорда из Гиллфорда в графстве Даун и виконта Клануильяма в графстве Типперэри. В 1776 году для него был создан титул графа Клануильяма (пэрство Ирландии). Его внук, Ричард Мид, 3-й граф Клануильям (1795—1879), был видным дипломатом. Лорд Клануильям был личным секретарём и ближайшим соратником министра иностранных дел лорда Каслри, а также служил постоянным заместителем министра иностранных дел (1822—1823) и послом в Пруссии (1823—1827). В 1828 году для него был создан титул барона Клануильяма из Клануильяма в графстве Типперэри (пэрство Соединённого королевства).
Ему наследовал его старший сын, Ричард Мид, 4-й граф Клануильям (1832—1907), который дослужился до чина адмирала флота. Его преемником стал второй сын — Артур Мид, 5-й граф Клануильям (1873—1953). Его единственный сын, Джон Чарльз Эдмунд Мид, 6-й граф Клануильям (1914—1989), занимал должность лорда-лейтенанта графства Даун с 1962 по 1979 год. У него было шесть дочерей, но не было сыновей. Ему наследовал его кузен, Джон Герберт Мид, 7-й граф Клануильям (1919—2009). Он был вторым сыном адмирала сэра Герберта Мида (1875—1964), третьего сына 4-го графа Клануильяма.
По состоянию на 2024 год, обладателем графского титула является его сын, Патрик Джеймс Мид, 8-й граф Клануильям (род. 1960), сменивший своего отца в 2009 году.

## Баронеты Мид изБаллинтобера(1703)
- 1703—1707: Сэр Джон Мид, 1-й баронет (1642 — 12 января 1707), сын подполковника Уильяма Мида;
- 1707—1711: Сэр Пирс Мид, 2-й баронет (1693 — июль 1711), старший сын предыдущего;
- 1711—1744: Сэр Ричард Мид, 3-й баронет (1697 — 26 мая 1744), младший брат предыдущего;
- 1744—1800: Сэр Джон Мид, 4-й баронет (21 апреля 1744 — 19 октября 1800), сын предыдущего, виконт Клануильям с 1766 года и граф Клануильям с 1776 года

## Графы Клануильям (1776)
- 1776—1800: Джон Мид, 1-й граф Клануильям (21 апреля 1744 — 19 октября 1800), сын 3-го баронета Мида;
- 1800—1805: Ричард Мид, 2-й граф Клануильям (10 мая 1766 — 3 сентября 1805), старший сын предыдущего;
- 1805—1879: Ричард Чарльз Фрэнсис Кристиан Мид, 3-й граф Клануильям (15 августа 1795 — 7 октября 1879), единственный сын предыдущего;
- 1879—1907: Адмирал флота Ричард Джеймс Мид, 4-й граф Клануильям (3 октября 1832 — 4 августа 1907), старший сын предыдущего;
- 1907—1953: Артур Веси Мид, 5-й граф Клануильям (14 января 1873 — 23 января 1953), второй сын предыдущего;
- 1953—1989: Джон Эдмунд Чарльз Карсон Мид, 6-й граф Клануильям (6 июня 1914 — 30 марта 1989), единственный сын предыдущего;
- 1989—2009: Джон Герберт Мид, 7-й граф Клануильям (27 сентября 1919 — 24 декабря 2009), сын адмирала сэра Герберта Мида (1875—1964) и внук 4-го графа Клануильяма;
- 2009 — настоящее время: Патрик Джеймс Мид, 8-й граф Клануильям (род. 28 декабря 1960), единственный сын предыдущего;
  - Наследник: Джон Максимилиан Мид, лорд Гиллфорд (род. 28 января 1998), единственный сын предыдущего от второго брака.

## Другие известные представители семьи Мид
- Достопочтенный Роберт Мид (1772—1852), второй сын 1-го графа Клануильяма, генерал-лейтенант британской армии с 1814 года;
- Достопочтенный Джон Мид (1774—1849), третий сын 1-го графа Клануильяма, также генерал-лейтенант армии;
- Достопочтенный сэр Роберт Генри Мид (1835—1898), второй сын 3-го графа Клануильяма, заместитель министра колоний (1892—1897);
- Достопочтенный сэр Герберт Мид (1875—1964), третий сын 4-го графа Клануильяма, адмирал Королевского военно-морского флота.

Кардинал Кристоф Шёнборн (род. 1945) — архиепископ Вены и примас Австрии, происходит от 2-го графа Клануильяма.
Родовая резиденция — Мид Мьюз в Лондоне. Во время 6-го графа резиденцией было Монтальто (недоступная ссылка) в окрестностях Баллинахинча в графстве Даун.